# سابرینا به رم می‌رود
سابرینا به رم می‌رود (به انگلیسی: Sabrina Goes to Rome) یک فیلم تلویزیونی محصول سال ۱۹۹۸ به کارگردانی تیبور تاکاچ است که برای شبکه ABC تولید شده‌است. این فیلم بخشی وابسته به سریال سابرینا جادوگر نوجوان TV است و دومین فیلم تلویزیونی است که به دنبال فیلم Sabrina the Teenage Witch در سال ۱۹۹۶ و قبل از شروع سریال تلویزیونی ساخته شده‌است.

## بازیگران
- ملیسا جو هارت به عنوان سابرینا اسپلمن، یک جادوگر نوجوان،
- ادی میلز به عنوان پل، یک عکاس آمریکایی
- تارا استرانگ به عنوان گوئن، جادوگر انگلیسی
- جیمز فیلدز به عنوان تراویس، دوست پل
- اریک الکساندر به عنوان آلبرتو
- نیک باکای به عنوان صدای سیلم سابراهن، یک جادوگر ۵۰۰ ساله
- ریچارد استیون هورویتس به عنوان صدای استون هنج

## موسیقی
- ترانه افتتاحیه Sky Fits Heaven ساخته مدونا
- ترانه Crush ساخته جنیفر پیج
- ترانه Gassenhauer ساخته کارل اورف